# Зыков, Иван Иванович (аэронавт)
Иван Иванович Зыков (1896—1945) — советский военный, аэронавт и стратонавт.

## Биография
Родился 11 июля (23 июля по новому стилю, по другим данным — 9 августа по новому стилю) 1896 года на Рассветаевском починке (ныне несуществующий) Вятской губернии Российской империи; в настоящее время это территория Советского района Кировской области.
В 1912 году окончил Кукарское городское училище Малмыжского уезда Вятской губернии, а в 1914 году — лесное училище. По его окончании, в 1914—1915 годах работал в Кильмезском лесничестве Вятской губернии. С 1915 года по сентябрь 1917 года находился на военной службе в Русской императорской армии. В 1916 году Зыков окончил Саратовскую школу прапорщиков, в 1917 году — Петроградскую офицерскую воздухоплавательную школу. С сентября 1917 года и до весны 1918 года служил в РККА. В период с весны по сентябрь 1918 года снова работал в Кильмезском лесничестве.
В сентябре 1918 года был повторно призван в Красную армию: с октября 1918 по январь 1919 года — командир воздухоплавательного отряда Вятского воздухоплавательного дивизиона; с января 1919 по декабрь 1921 года служил на командных должностях в воздухоплавательных отрядах Волжско-Каспийской флотилии и Одесского укреплённого района. В 1922 году И. И. Зыков окончил дислоцировавшиеся в подмосковном городе Кунцево курсы пилотов-аэронавтов Рабоче-Крестьянского Красного воздушного флота и с декабря 1922 по февраль 1926 года служил сначала старшим инструктором Высшей воздухоплавательной школы в Петрограде, а затем — командиром воздухоплавательного отряда в Воронеже.
Весной 1927 года вместе с В. А. Семёновым осуществил полёт на аэростате «ОСО Авиахим СССР». 22 июня 1940 года в качестве пилота вместе с А. П. Кузнецовым стартовал из Звенигорода на стратостате «Осоавиахим-2» с целью установления рекорда высоты подъёма. Однако в первые же секунды взлета на высоте 10-12 метров произошло неожиданное самоотделение гондолы от оболочки. Упав на землю, экипаж отделался ушибами.
В 1938 году получил звание майора РККА. Участник Великой Отечественной войны с июня 1941 года, к 1943 году — командир 1-го воздухоплавательного дивизиона аэростатов артиллерийского наблюдения Ленинградского фронта. Подполковник с 1943 года.
К 1945 году служил командиром 15-го отдельного учебного воздухоплавательного отряда артиллерийского наблюдения Московского военного округа. В конце войны заболел туберкулёзом и был направлен на лечение в Горьковскую область (ныне Нижегородская область).
Умер от туберкулеза 19 марта 1945 года в 2859-м эвакуационном госпитале, который дислоцировался в посёлке Желнино Горьковской области. Был похоронен 21 марта 1945 года на кладбище посёлка Решетиха Володарского района Горьковской области в могиле № 266. Затем прах И. И. Зыкова был перенесен на воинский мемориал посёлка Решетиха.
Был награждён орденами Красной Звезды (1936) и Отечественной войны 1-й степени (1943), а также медалью «XX лет РККА» (1938).